# Де-Квакел
Де-Квакел (нід. De Kwakel) — село в нідерландській провінції Північна Голландія. Єдиний населений пункт муніципалітету Ейтгорн крім безпосередньо однойменного міста.